# Benjamin
Benjamin (Бенджамін) — з 1921 року французький виробник автомобілів та мотоциклів. Штаб-квартира розташована в місті Аньєр-сюр-Сен. У 1927 році компанія змінила свою назву на Benova. У 1931 році компанія припинила виробництво автомобілів.

## Заснування компанії. Початок виробництва автомобілів

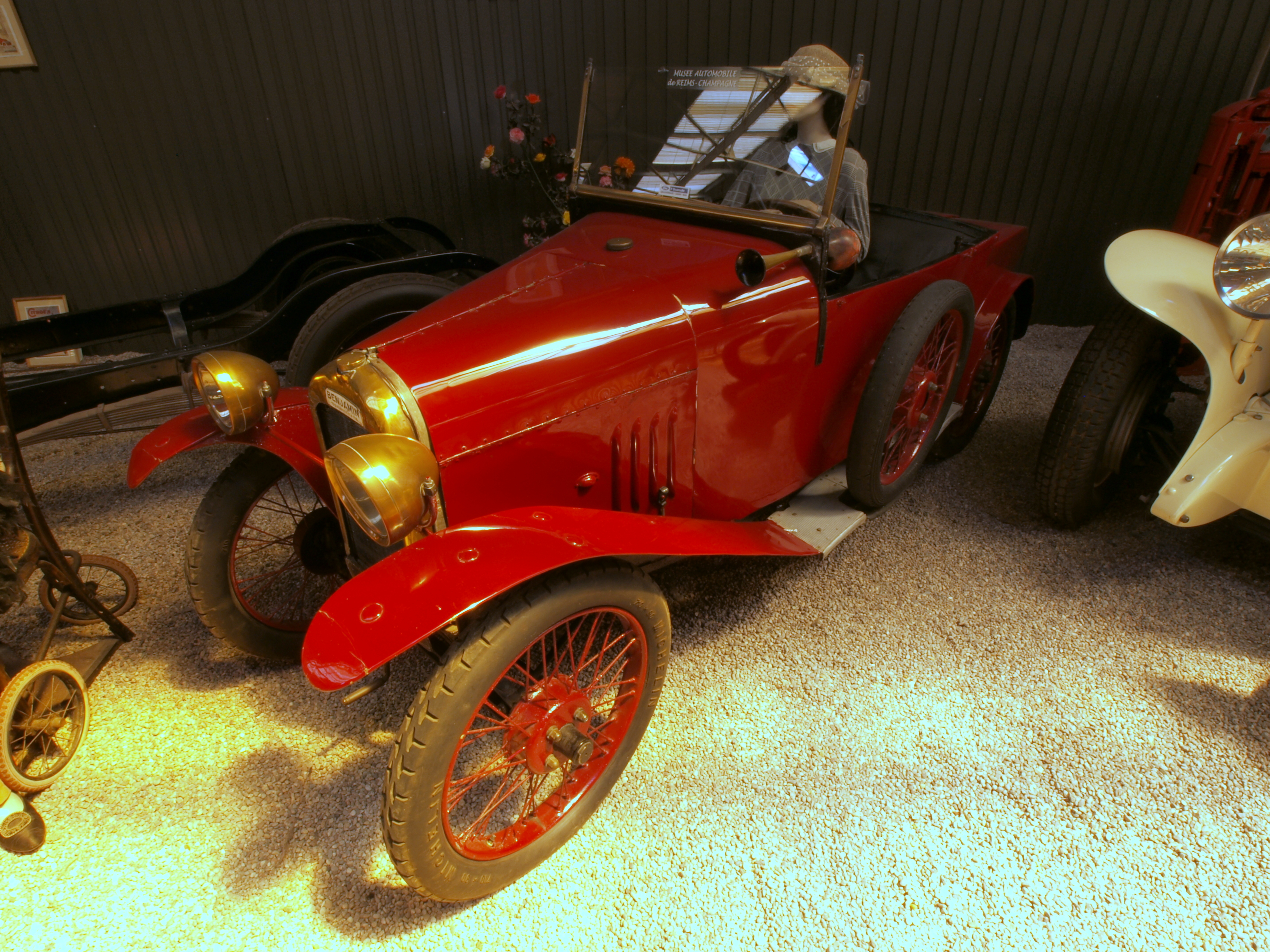
Benjamin Type C 1921 року

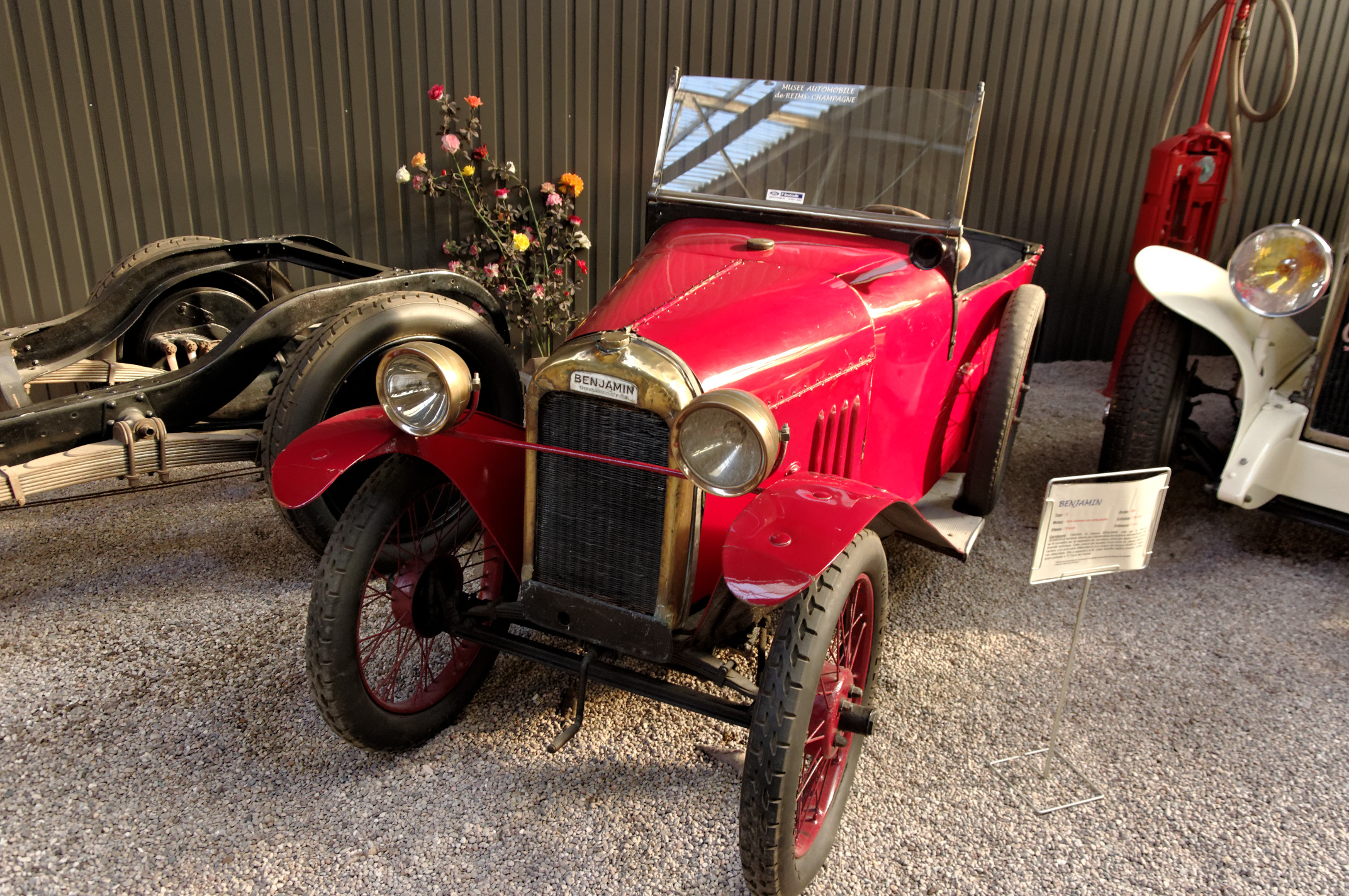
Benjamin Type C 1921 року

Компанія Benjamin почала свою діяльність з цілого ряду так званих "сайклкарів" (мікроавтомобілів). Це були двомісні відкриті купе Benjamin Type A, Benjamin Type B та Benjamin Type C з двигунами із верхнім розподільним валом і рідкісним для машин такого класу диференціалом в головній передачі заднього моста. Type A оснащувався 4-циліндровим агрегатом, об'ємом 751 см3; він важив менше 350 кг, і тому підлягав сприятливому податковому режиму, доступному для "сайклкарів". Type B використовував двоциліндровий двигун, об'ємом 547 см3, а Type C був спортивною версією Type A, об'єм його 4-циліндрового двигуна був збільшений до 817 см3.

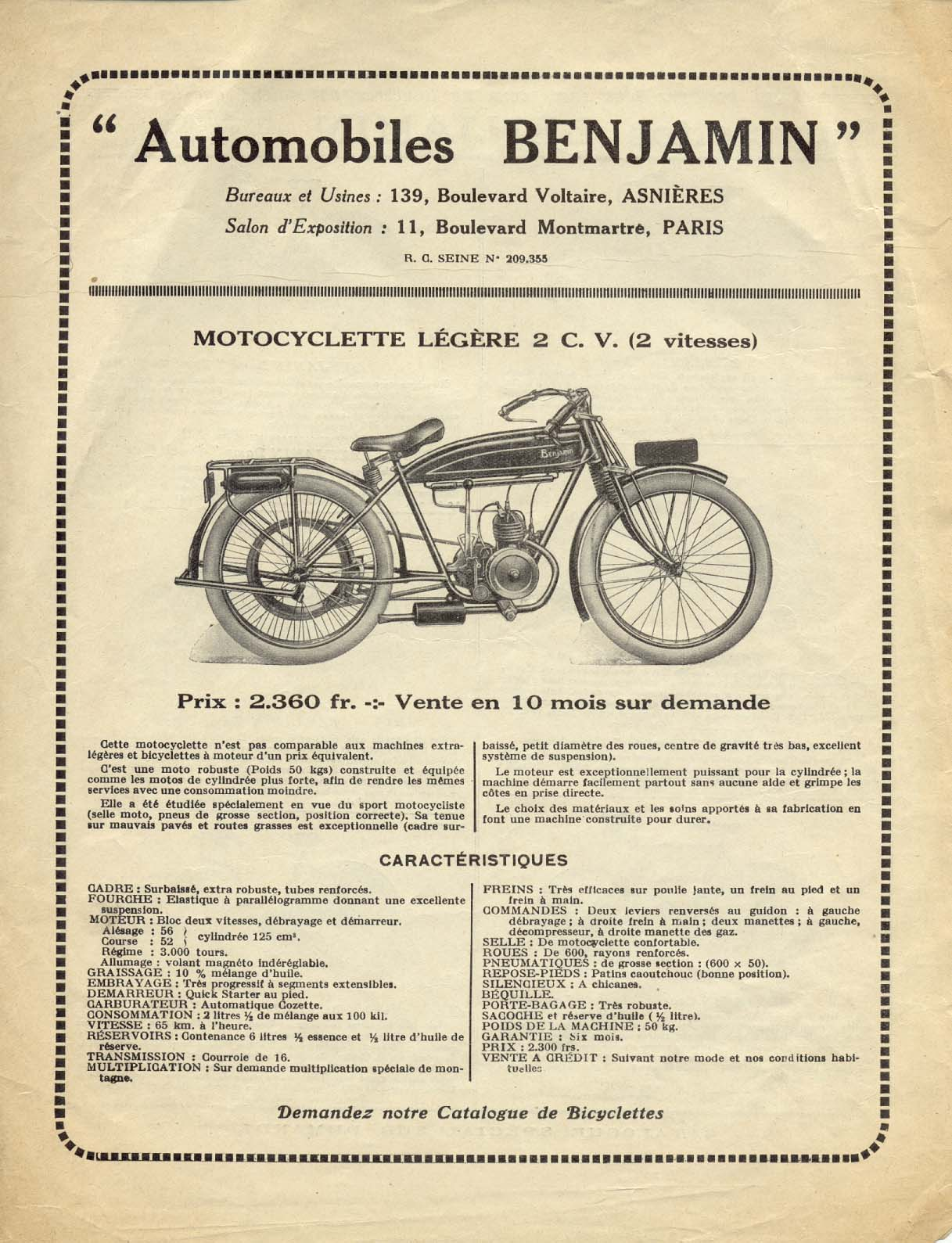
Мотоцикл Benjamin 2CV

У 1920-ті роки компанія також займалася виробництвом мотоциклів з об'ємом двигуна 125 см3.

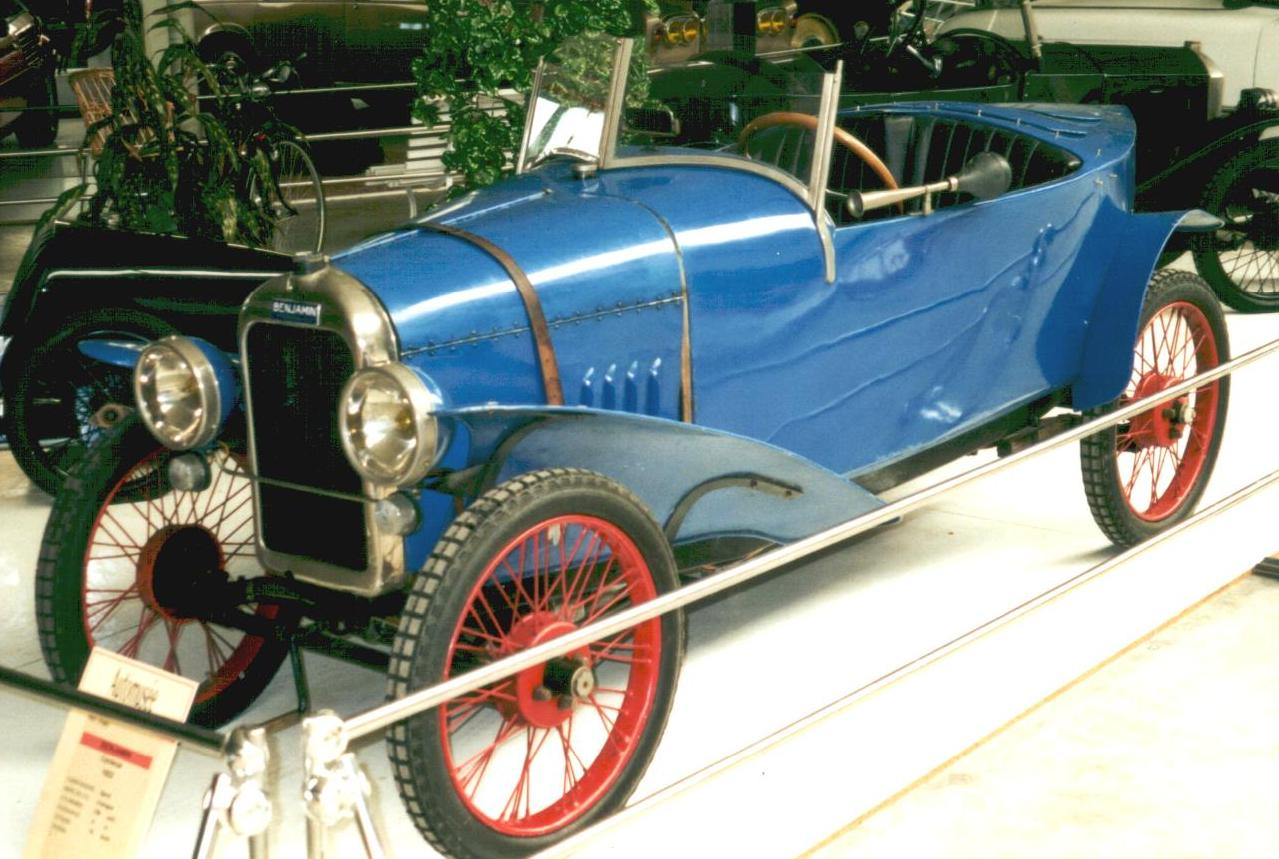
Benjamin Type B 1922 року

У червні 1922 року "сайклкари" Benjamin виграли перегони Париж-Піренеї-Париж.

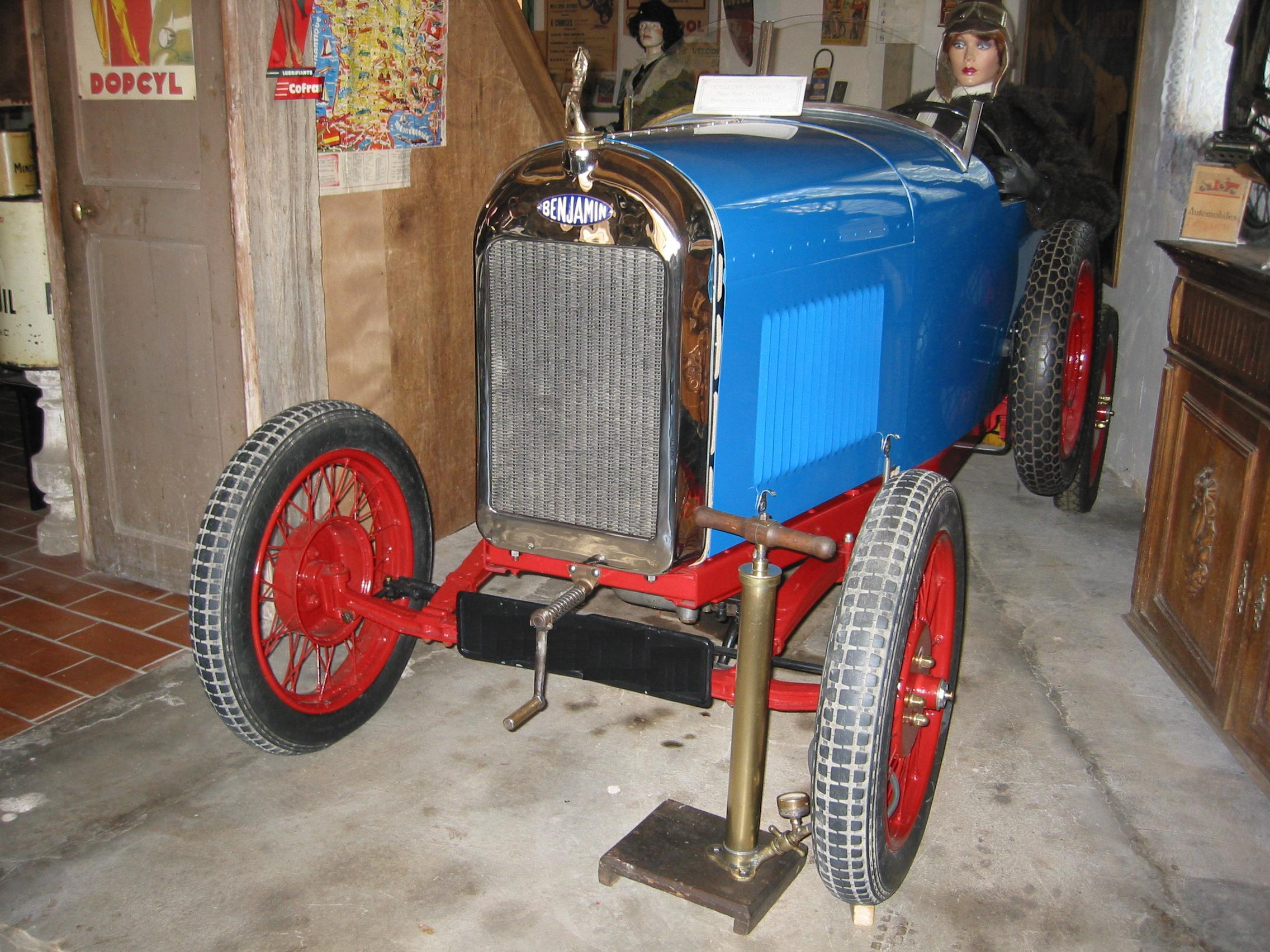
Benjamin 1924 року

У 1924 році найменша модель Benjamin була замінена на Type AR. Автомобіль мав колісну базу 2100 мм (82,7 дюйма) і оснащувався двотактним двоциліндровим двигуном, об'ємом 450 або 525 см3, що розташовувався ззаду.
Завдяки успіху ранніх моделей виробник розширив модельний ряд автомобілями Type P2 і Type P3, але вони виявилися менш успішними. Type P2 був побудований на колісній базі 2300 мм (90,6 дюйма), використовував двотактний двоциліндровий двигун, об'ємом 550 см3 і виготовлявся з 1924 року. Type P3 мав двотактний трициліндровий двигун. Циліндри були того самого розміру, що і на Type P2, але їх було три, а об'єм двигуна становив 817 см3. Інші джерела стверджують, що у 1924 році розміри двигунів складали відповідно 750 і 1125 см3 для 2- та 3-циліндрових Type P2 та Type P3. У жовтні 1924 року на 19-му Паризькому автосалоні ціни на модельний ряд виробника почалися з 5500 франків за 2-місний "сайклкар" Type AR, тоді як 2-місний Type P2 з кузовом типу торпедо коштував 8 900 франків.
У 1925 році модель AR отримала двигун із збільшеним до 636 см3 об'ємом, а моделі P2 і P3 отримали чотиритактні двигуни. З 1926 року використовувалися чотирициліндрові чотиритактні куповані двигуни фірми Chapuis-Dornier, об'ємом від 930 до 1035 см3.
Автомобілі марки Benjamin можна побачити в декількох автомобільних музеях, розташованих переважно у Франції.

## Зміна назви. Компанія Benova

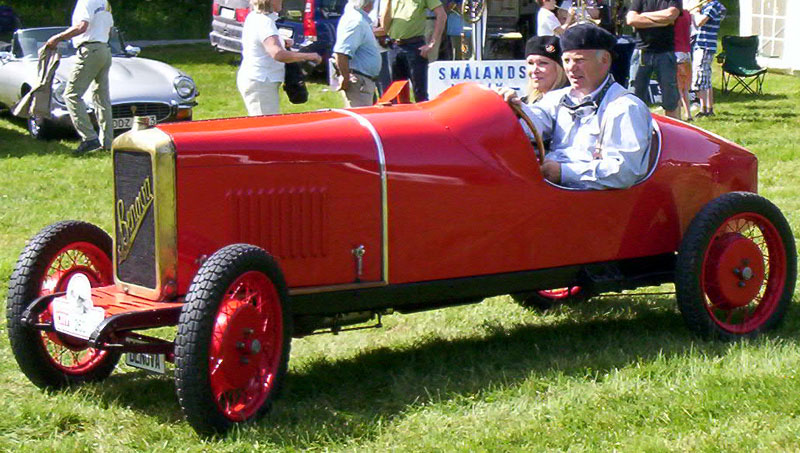
Benova Type B3 1927 року

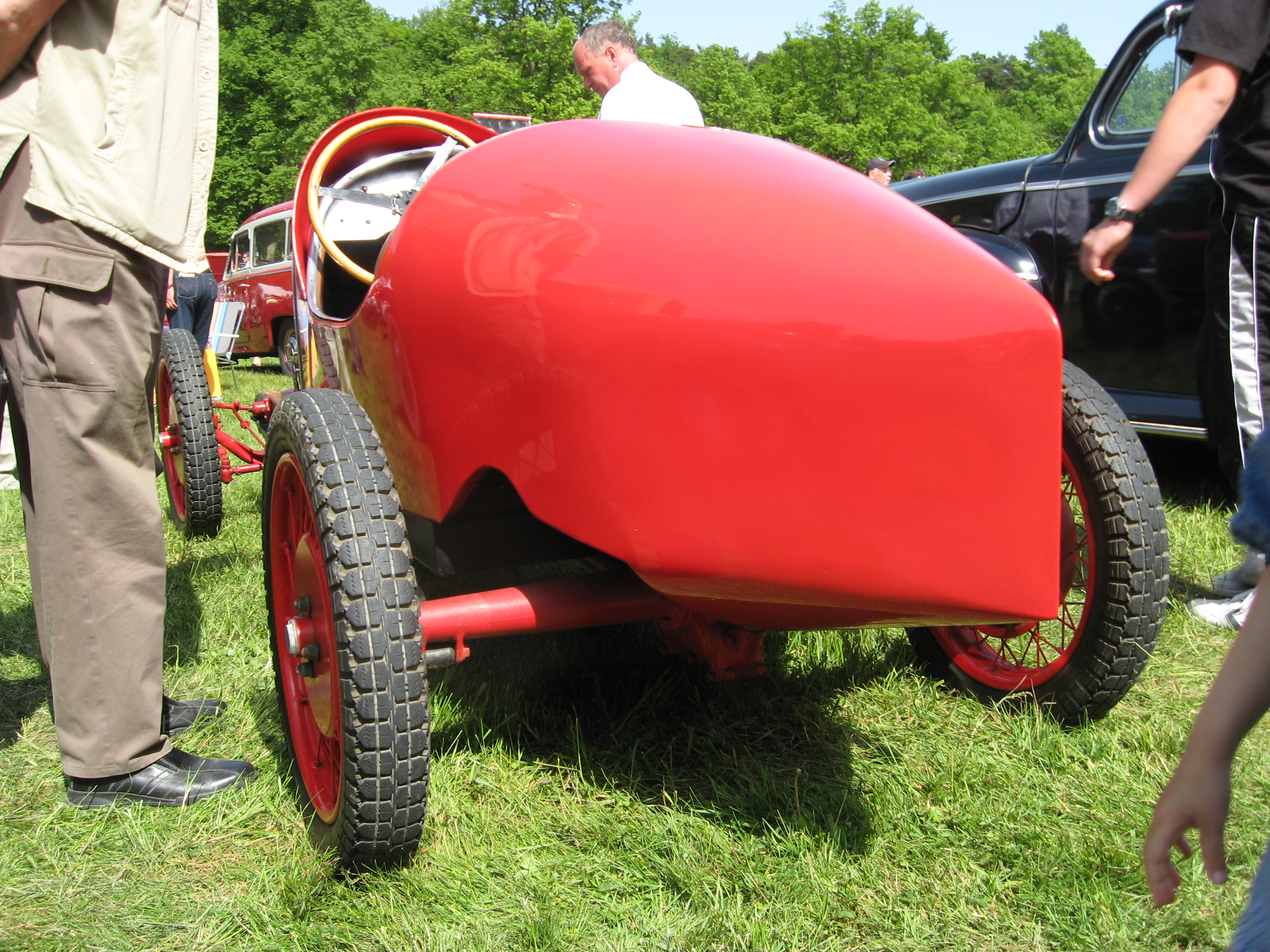
Benova Type B3 1927 року

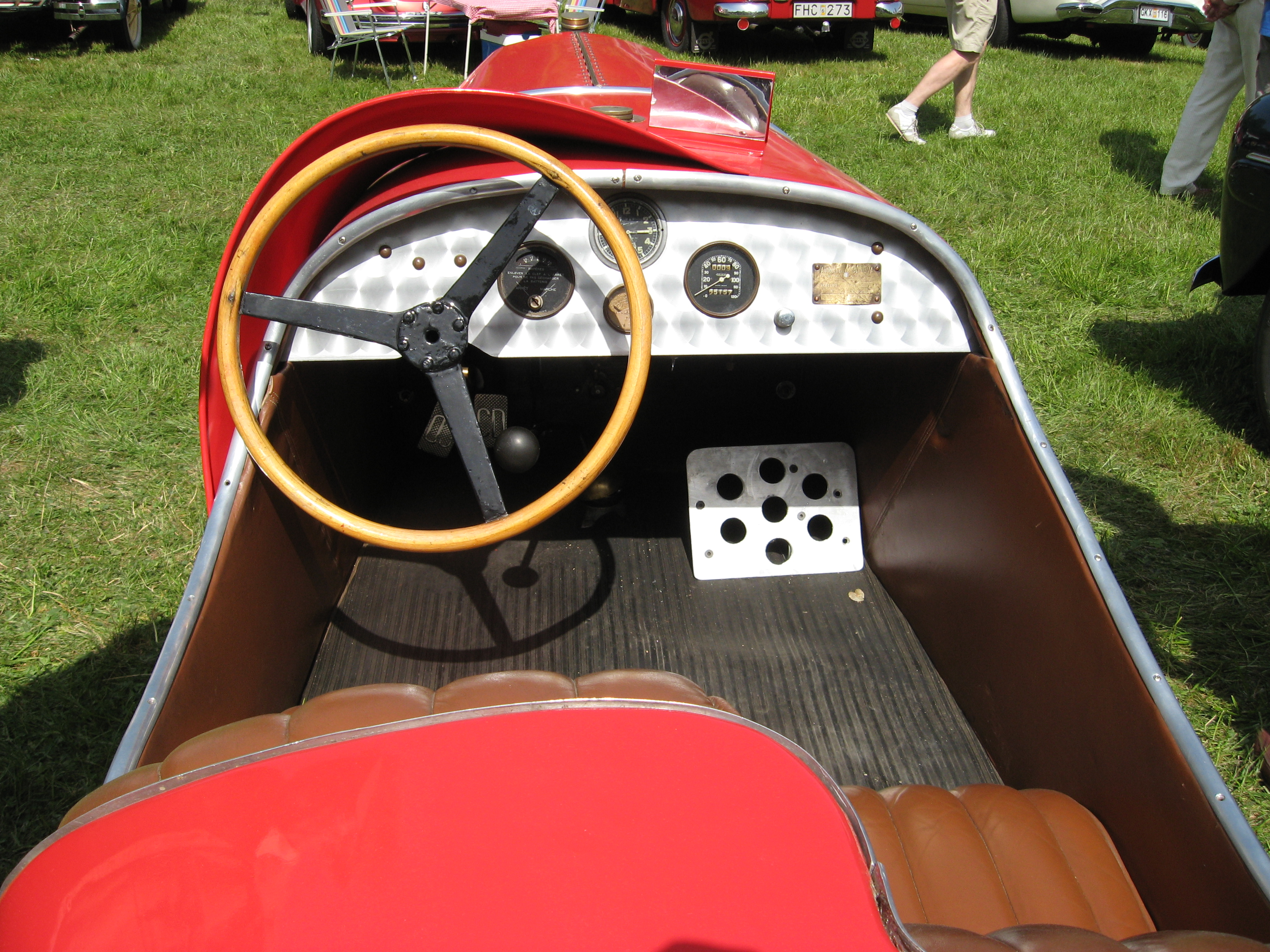
Салон Benova Type B3

Після будівництва другої фабрики на вулиці де Парі, 39 в місті Женнвільє компанія запустила новий модельний ряд, що використовував куповані двигуни фірми Chapuis-Dornier. Компанія була реструктуризована і перейменована на Benova. Зі швидким зростанням доходів споживачів в середині 1920-х років епоха "сайклкарів" закінчувалася, і виробник перейшов на виробництво автомобілів стандартного розміру, в тому числі й з невеликим 8-циліндровим двигуном.
На 22-му Паризькому автосалоні у жовтні 1928 року компанія Benova виставила три моделі:
- Benova Type B3, що використовувала 4-циліндровий двигун Chapuis-Dornier з бічним розташуванням клапанів, об'ємом 0,95 літра, а також мала колісну базу 2450 мм (96,5 дюйма). Стандартні кузови включали 2-місний торпедо, 4-місний торпедо і 2-місний купе.

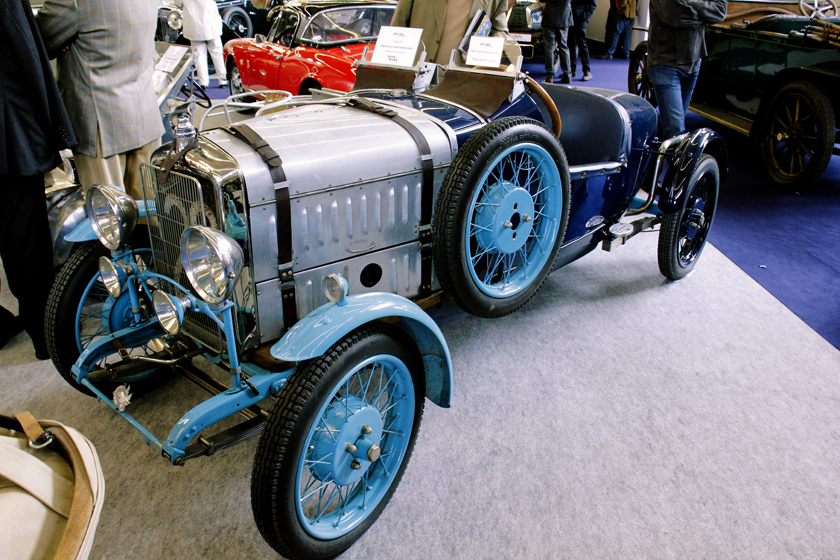
Benova Type B3 Biplace Sport 1928 року

- Benova Type B3 Biplace Sport 1928 рокуBenova Type E2, що використовувала 1,1-літровий 4-циліндровий двигун Chapuis-Dornier з верхніми клапанами і мала колісну базу 2950 мм (116,1 дюйма). Стандартні кузови включали "Torpedo de luxe" і 4-дверний седан.

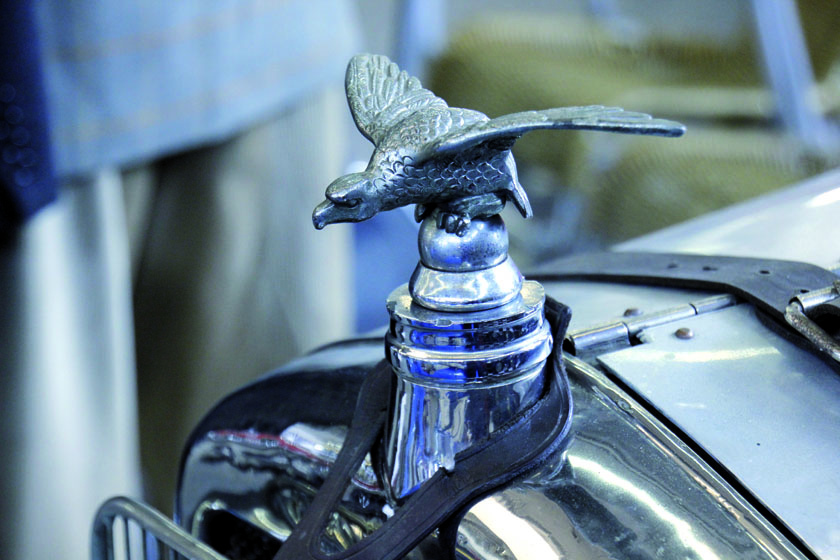
Емблема Benova Type B3

Моделі B3 та E2 також були доступними у "комерційних" версіях з висувним люком ззаду і знімним заднім сидінням. 
- Benova Type G, що використовувала 8-циліндровий двигун S.C.A.P. з бічним розташуванням клапанів, об'ємом 1402 см3 (який пізніше збільшили до 1996 см3), і мала колісну базу розміром 3100 мм (122 дюйми). До складу стандартних кузовів входили "Torpedo grand luxe", 4-дверний седан і кабріолет.

Автомобіль Type G цілком відповідав тодішній тенденції в автомобілебудуванні на зменшення об'ємів і габаритів двигунів. Але це не врятувало маленьку компанію Benova, а економічна криза знищила її остаточно. У 1931 році компанія припинила свою діяльність.

## Список автомобілів Benjamin
- 1921 - Benjamin Type A
  - Benjamin Type B
  - Benjamin Type C
- 1924 - Benjamin Type AR
  - Benjamin Type P2
  - Benjamin Type P3

## Список автомобілів Benova
- 1927 - Benova Type B3
  - Benova Type E2
  - Benova Type G